# Alexandru Raicu
Alexandru Constantin Raicu (* 20. Dezember 1996 in Pitești) ist ein rumänischer Judoka, der 2021 das Grand-Slam-Turnier in Tel Aviv gewann. 

## Sportliche Karriere
Alexandru Raicu kämpft im Leichtgewicht, der Gewichtsklasse bis 73 Kilogramm. 2014 war er Dritter der Junioreneuropameisterschaften. 2018 und 2019 gewann er den Titel bei den rumänischen Meisterschaften. Bei den Europaspielen 2019 und den Weltmeisterschaften 2019 schied er jeweils im Sechzehntelfinale aus.
Nach der Zwangspause durch die COVID-19-Pandemie verlor Raicu bei den Europameisterschaften 2020 im Achtelfinale gegen Rüstəm Orucov aus Aserbaidschan. Im Februar 2021 gewann er im Finale des Grand-Slam-Turniers in Tel Aviv gegen den Italiener Giovanni Esposito. Die beiden trafen auch in der ersten Runde der Weltmeisterschaften 2021 in Budapest aufeinander, dort gewann Esposito. Bei den Olympischen Spielen in Tokio traf Raicu in seinem Auftaktkampf auf den Japaner Shōhei Ōno und schied aus.